# دنیس چریشف
دنیس دیمیتریویچ چریشف (زاده ۲۶ دسامبر ۱۹۹۰) بازیکن فوتبال اهل روسیه است که برای باشگاه ونتزیا و تیم ملی فوتبال روسیه بازی می‌کند.
دنیس چریشف که اولین روس تاریخ رئال مادرید است، کار خود را در اسپورتینگ خیخون شروع نمود و بعد آن در ۹ سالگی به بورگوس رفت و بعد از بورگوس در سال ۲۰۰۲ به آکادمی رئال مادرید انتقال یافت و از ده سالگی در آکادمی رئال رشد کرد.

## تیم ملی
او برای اولین‌بار در ۶ نوامبر ۲۰۱۲ به تیم ملی بزرگسالان روسیه دعوت شد. او در پست هافبک هجومی بازی می کند.

## گلهای ملی
| تعداد | تاریخ          | میزبان                                   | تیم رقیب      | گل زده | نتیجه نهایی | رقابت                           |
| ----- | -------------- | ---------------------------------------- | ------------- | ------ | ----------- | ------------------------------- |
| ۱     | ۱۴ ژوئن ۲۰۱۸   | ورزشگاه لوژنیکی, مسکو, روسیه             | عربستان سعودی | ۰-۲    | ۰-۵         | جام جهانی ۲۰۱۸                  |
| ۲     | ۱۴ ژوئن ۲۰۱۸   | ورزشگاه لوژنیکی, مسکو, روسیه             | عربستان سعودی | ۰-۴    | ۰-۵         | جام جهانی ۲۰۱۸                  |
| ۳     | ۱۹ ژوئن ۲۰۱۸   | ورزشگاه کرستوفسکی, سنت پترزبورگ, روسیه   | مصر           | ۰-۲    | ۱-۳         | جام جهانی ۲۰۱۸                  |
| ۴     | ۷ ژوئیه ۲۰۱۸   | ورزشگاه المپیک فیشت, سوچی, روسیه         | کرواسی        | ۰-۱    | ۲-۲         | جام جهانی ۲۰۱۸                  |
| ۵     | ۷ سپتامبر ۲۰۱۸ | ورزشگاه اولنول, ترابزون, ترکیه           | ترکیه         | ۰-۱    | ۱-۲         | لیگ بی ملتهای یوفا ۲۰۱۸-۱۹      |
| ۶     | ۱۴ اکتبر ۲۰۱۸  | ورزشگاه المپیک فیشت, سوچی, روسیه         | ترکیه         | ۰-۲    | ۰-۲         | لیگ بی ملتهای یوفا ۲۰۱۸-۱۹      |
| ۷     | ۲۱ مارس ۲۰۱۹   | ورزشگاه کینگ بودوئن, بروکسل, بلژیک       | بلژیک         | ۱-۱    | ۳-۱         | گروه اول مقدماتی یورو یورو ۲۰۲۰ |
| ۸     | ۲۴ مارس ۲۰۱۹   | ورزشگاه آستانه آرنا, نور سلطان, قزاقستان | قزاقستان      | ۰-۱    | ۰-۴         | گروه اول مقدماتی یورو یورو ۲۰۲۰ |
| ۹     | ۲۴ مارس ۲۰۱۹   | ورزشگاه آستانه آرنا, نور سلطان, قزاقستان | قزاقستان      | ۰-۲    | ۰-۴         | گروه اول مقدماتی یورو یورو ۲۰۲۰ |
| ۱۰    | ۱۳ اکتبر ۲۰۱۹  | ورزشگاه جی‌اس‌پی, نیکوزیا, قبرس            | قبرس          | ۰-۱    | ۰-۵         | گروه اول مقدماتی یورو یورو ۲۰۲۰ |
| ۱۱    | ۱۳ اکتبر ۲۰۱۹  | ورزشگاه جی‌اس‌پی, نیکوزیا, قبرس            | قبرس          | ۰-۵    | ۰-۵         | گروه اول مقدماتی یورو یورو ۲۰۲۰ |
| ۱۲    | ۱۵ نوامبر ۲۰۲۰ | ورزشگاه شکری سراج‌اوغلو، استانبول، ترکیه  | ترکیه         | ۰-۱    | ۳-۲         | لیگ ملت‌های اروپا ۲۱-۲۰۲۰        |